# 唐林州
唐林州，是唐朝設在安南（今越南）的一個州。
唐初以唐林縣、安遠縣二縣設置唐林州，後州、縣都被廢除。龍朔三年（663年），智州刺史謝法成招慰生獠昆明、北樓等七千餘戶，以舊唐林州地安置。總章二年（669年），置福祿州以處之。。